# Jennys konstant
Jennys konstant är den positiva reella konstant som definieras av
{\displaystyle J=\left(7^{e-1/e}-9\right)\pi ^{2}=867,530901981...}
De första sju siffrorna i approximationen 867,530901981 är samma siffror som i det (påhittade) telefonnummer som ingår i Tommy Tutones sång "867-5309/Jenny". Efter de första sju siffrorna följer siffran 0, och sedan siffrorna 1981, vilket motsvarar det år låten spelades in.